# Dimkoura
Dimkoura est une commune rurale située dans le département de Thion de la province de la Gnagna dans la région de l'Est au Burkina Faso.

## Géographie
Dimkoura est situé à 5 km au Sud-Ouest de Thion, le chef-lieu du département.

## Santé et éducation
Le centre de soins le plus proche de Dimkoura est le centre de santé et de promotion sociale (CSPS) de Thion.